# Марек Томашевський
Марек Томашевський (пол. Marek Tomaszewski; нар 23 листопада 1943, Краків) — польський піаніст, один із засновників і учасників інструментального дуету «Марек і Вацек».

## Біографія
Народився 20 листопада 1943 року в окупованому Німеччиною Кракові.
Музичну освіту здобув у Варшавській музичній академії. Під час навчання він познайомився з Вацлавом Киселевським. Разом з ним вони заснували фортепіанний дует, який назвали своїми іменами — «Марек і Вацек». Їх дебют відбувся 8 березня 1963 року на польському телебаченні.
Після закінчення академії в 1967 році виступав спільно з В. Киселевським на концертах Єви Демарчик, Віолетти Віллас, Анни Герман, а також Марлен Дітріх в ході її гастролей у Польщі.
В подальшому Марек Томашевський гастролював разом зі своїм напарником по США, Канаді, виступав у паризькому залі «Олімпія». У 1967 році їх дует отримав премію Гран-прі на вар'єте-фестивалі «Золотий горностай» в Ренні.
У Парижі Томашевський познайомився з видатним піаністом Артуром Рубінштейном. Бесіда з ним переконала Марека, що «не буває поганої чи хорошої музики, її потрібно лише добре грати».
Успішним у творчості виявився 1973 рік, коли дует дав безліч концертів по всій Європі, включаючи Скандинавські країни.
З середини 1970-х років Марек Томашевський постійно проживає у Франції. З Вацлавом Киселевським вони зустрічалися то в Парижі, то в Варшаві, де і працювали над програмою своїх виступів.
У 1986 році, після загибелі в автомобільній катастрофі Вацлава Киселевського, дует «Марек і Вацек» припинив своє існування. Марек Томашевський обмежив свою концертну діяльність. Разом з Мішелем Презманом він виступав у складі нового дуету «Марек та Мішель», а в 1988 році вони записали альбом «Америка». У 2007 році в студії Польського радіо Томашевський записав свій перший сольний альбом «Прем'єра».
У 2010 році Марек Томашевський зробив запис клавіру балету Ігоря Стравинського «Весна священна». Це результат довгої і копіткої роботи: клавір для одного фортепіано був прописаний Стравінським лише фрагментарно і вимагав трьох років ретельної реконструкції, до того ж він надзвичайно складний для виконання.
В даний час М. Томашевський проживає в містечку Пармен поблизу Парижа. Займається, головним чином, викладацькою роботою у власній школі імпровізації і джазу, вкрай рідко виступаючи на концертах.
Син Марека Томашевського Давид (нар. 1984) — кінорежисер, актор, комп'ютерний художник.

## Дискографія

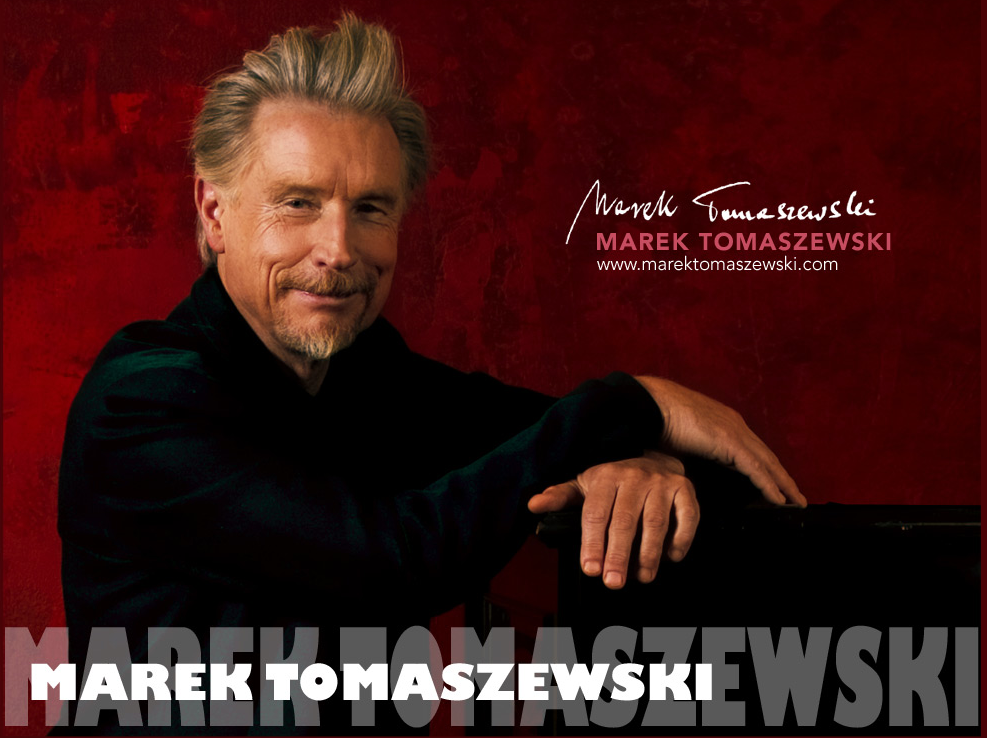

### Як«Марек і Вацек»

#### LP
- 1966 — Ballade pour deux pianos Barclay
- 1968
  - Kisielewski-Tomaszewski: Play Favourite Melodies (Pronit)
  - Marek & Vacek: Piano Firework (Polydor)
  - Marek & Vacek: Romanische Figel (Polydor)
  - Marek & Vacek: Träumerei (Polydor)
- 1969
  - Marek & Vacek: Piano Fascination (Polydor)
  - Marek & Vacek: Piano Firework, Vol. 1-2 (Polydor)
- 1970 — Marek & Vacek: Classical and Pop Pianos (Polydor)
- 1971 — Marek & Vacek: Stargala, Vol. 1-2 (Polydor)
- 1972 — Marek & Vacek: Concert Hits (Electrola)
- 1973
  - Marek & Vacek: Concert Hits II (Electrola)
  - Marek & Vacek: Concert Hits, Vol. 1-2 (Electrola)
- 1974 — Marek und Vacek Live: Vol. 1-2 (Electrola)
- 1976 — Marek und Vacek: Spectrum (Electrola)
- 1977 — Marek & Vacek: Wiener Walzer (Electrola)
- 1978 — Marek und Vacek: Das Programm (Polydor)
- 1979
  - Marek und Vacek, Vol. 1-2 (Polydor)
  - Marek & Vacek Live (Wifon)
- 1980 — Marek & Vacek: Mondscheinsonate (Polydor)
- 1981
  - Marek i wacek grają utwory romantyczne (Veriton)
  - Marek und Vacek in Gold (Polydor)
- 1982 — Die Marek und Vacek Story 1962—1982, Vol. 1-2 (Prisma)
- 1984
  - Marek und Vacek '84 (Intercord)
  - Marek i Vacek (Wifon)
  - Marek und Vacek: Welterfolge (Intercord)
  - Marek and Vacek: Again (Pronit)
- 1987 — Marek & Vacek: The Last Concert, Vol. 1-2 (Pronit)

#### CD
- 1994 — Kisielewski — Tomaszewski: Play Favourite Melodies (Muza)
- 2001 — Niepokonani: Marek & Vacek Live (Polskie Radio/Universal Music Polska)
- 2002 — Prząśniczka (Pomaton/EMI)

### Соло
- 2004 — Premiere (MCP)
- 2008 — Rapsodia (Seychelles)
- 2010 — Le Sacre du Printemps (Весна священна Ігоря Стравинського) (Agora)
- 2013 — Ballade pour Michelle (Seychelles)